# Быковец, Леонид Александрович
Леонид Александрович Быковец (14 декабря 1921 — 7 июля 1997) — лётчик-истребитель 1-го класса, Герой Советского Союза, одним из первых совершил полёт «за сверхзвук», обучал лётный состав освоению новой авиационной техники и высшему пилотажу, в числе инструктируемых — космонавт Андриян Николаев.

## Биография
Родился в Коломне в семье рабочего. В 1936 году окончил семилетнюю школу, начал работать киномехаником и учиться в аэроклубе. В 1941 году окончил Качинскую лётную школу, был направлен на Дальний Восток.
В годы Великой Отечественной войны совершил 274 боевых вылета, провёл 50 воздушных боёв, 19 самолётов противника сбил лично и 4 — в группе. Участвовал в полётах на разведку, сопровождении бомбардировщиков и штурмовиков.
Гвардии старший лейтенант Быковец Л. А., заместитель командира эскадрильи 28-го гвардейского истребительного авиационного полка 5-й гвардейской истребительной авиационной дивизии 11-го истребительного авиационного корпуса 3-й воздушной армии Указом Президиума Верховного Совета СССР от 18 августа 1945 года удостоен высокого звания Героя Советского Союза. Золотая Звезда № 7936.
Уволен в запас, в 1960 году, в звании полковника, после чего вернулся в Коломну.
Умер 7 июля 1997 года. Похоронен на Старом городском кладбище в Коломне.

## Память

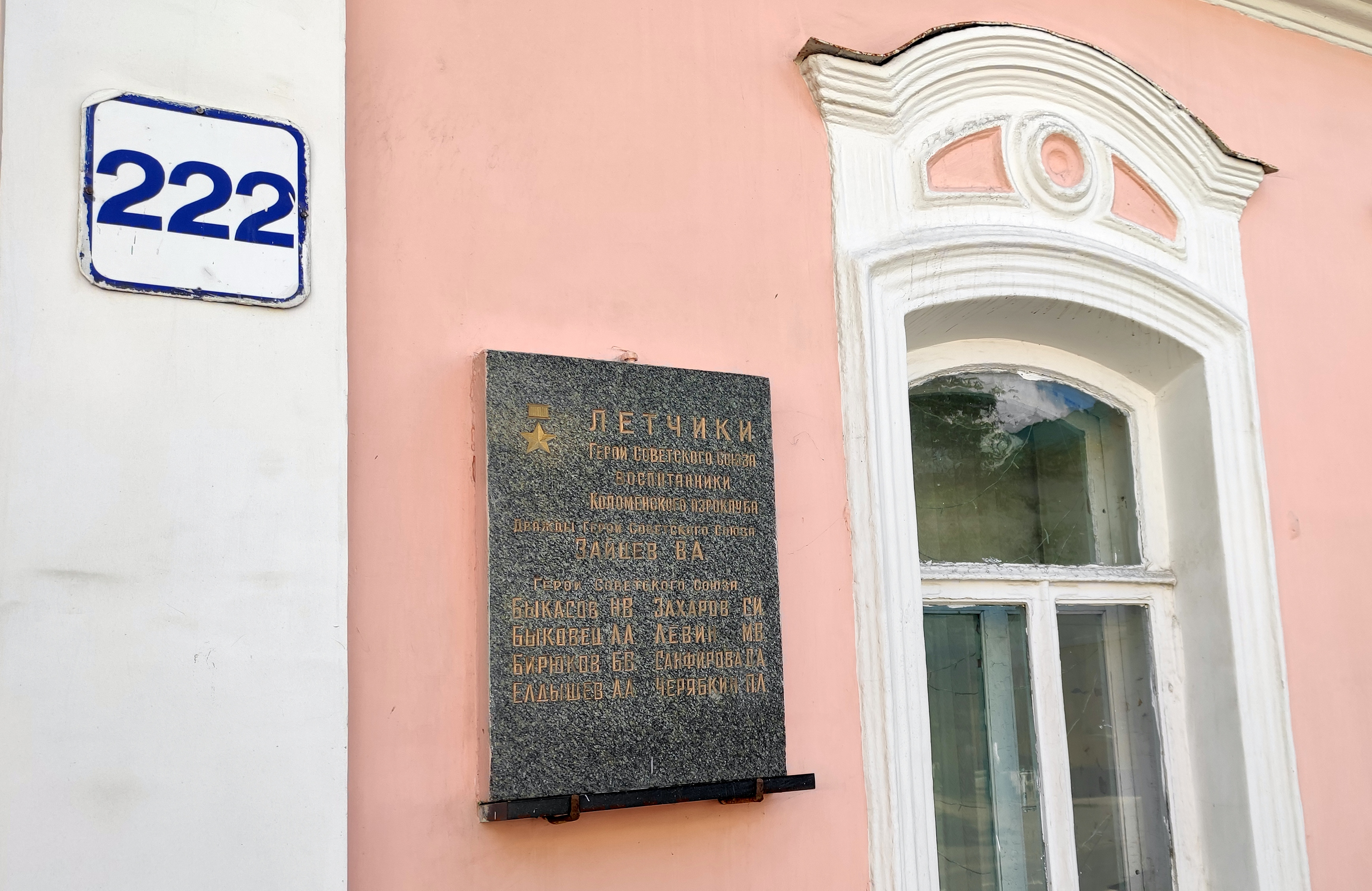
Памятная доска на стене д. 222 по ул. Октябрьской революции в Коломне памяти Л. А. Быковца и других Героев Советского Союза, связанных с Коломенским аэроклубом

- Имя Л. А. Быковца высечено на мемориальной доске на здании Коломенского аэроклуба.

## Награды
- Медаль «Золотая Звезда» Героя Советского Союза
- Орден Ленина
- 4 ордена Красного Знамени
- Орден Александра Невского
- 2 ордена Отечественной войны 1-й степени
- 2 ордена Красной Звезды
- медали